# KymiRing
Der KymiRing ist mit 4,6 km die längste und nach derzeitigem Stand (Ende 2022) neueste Motorsport-Rennstrecke in Finnland. Die Anlage liegt etwa 10 km westlich der Stadt Kouvola.

## Geschichte
Nach bereits 2006 gefassten ersten Plänen zum Bau einer Rennsportanlage bei Tillola nahe der Stadt Kouvola begann man 2017 nach vorangegangener Konsultation des  Rennstreckenkonstruktionsbüros Apex Circuit Design mit den ersten Bauarbeiten, die 2019 abgeschlossen werden konnten.

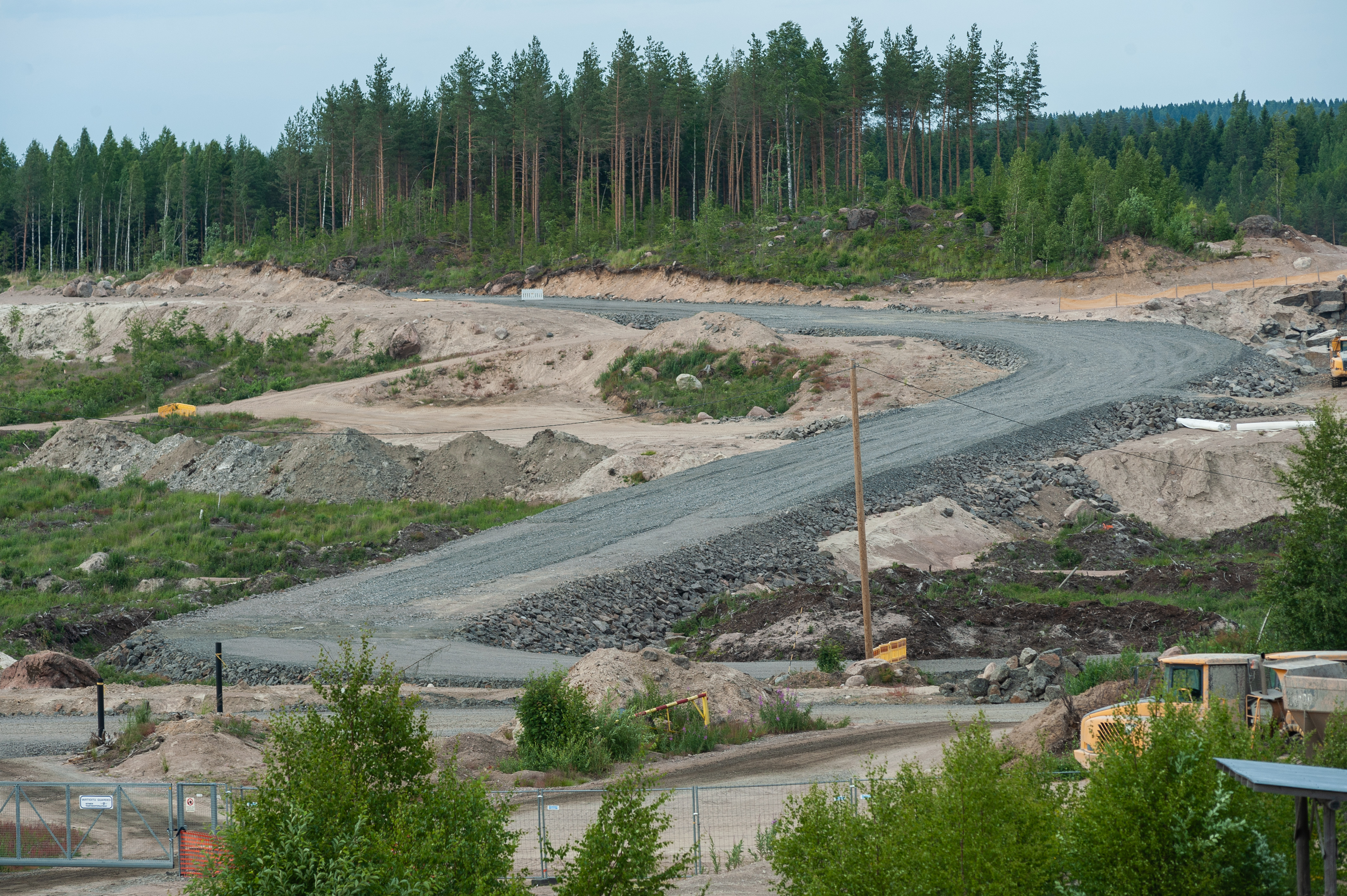
Stand der Bauarbeiten im Juni 2018

Im Juli 2017 schloss der Streckenbetreiber mit der Dorna, dem Rechteinhaber der Motorrad-Weltmeisterschaft, einen Fünfjahresvertrag ab. Dieser sah vor, dass der KymiRing ab der Saison 2020 den Großen Preis von Finnland als WM-Lauf beherbergen sollte. Nachdem im August 2019 bereits MotoGP-Testfahrten auf der Strecke stattgefunden hatten, kam es infolge der COVID-19-Pandemie sowie anhaltender Bauverzögerungen bis einschließlich 2022 sowie finanzieller Schwierigkeiten nicht zur Austragung des Grand Prix. Seit 2023 finden zumindest kleinere Clubsport-Events auf der Strecke statt.

## Streckenbeschreibung
Die nach FIA-Grad-2-Standards angelegte permanenten Rennstrecke kann über eine Kurzanbindung verkürzt werden. Sowohl die geplante Rallycrossstrecke gegenüber der Boxengasse, als auch das Fahrsicherheitszentrum wurden bislang noch nicht realisiert.